# Guo Chuan
Compléments
- Premier Chinois à avoir bouclé un tour du monde en solitaire.

Guo Chuan, né le 5 janvier 1965 et mort le 24 octobre 2016, est un navigateur chinois. Il est le premier Chinois à avoir bouclé un tour du monde en solitaire sans escale, en monocoque en 2013 en moins de 138 jours. En 2015, il avait également réalisé le premier passage du Nord-Est à la voile dans l'Arctique, en reliant Mourmansk (Russie) au détroit de Béring avec cinq équipiers.

## Biographie
Guo Chuan nait en janvier 1965 à Qingdao dans le Shandong en Chine. Il est diplômé de l'Université d'Aéronautique et Astronautique de Pékin (communément appelée "Beihang") ainsi que de l'Université de Pékin.
Il fait partie d'un équipage de la Clipper Race (en) en 2006, et de la Volvo Ocean Race en 2009.
En 2012, il est le premier Chinois à boucler un tour du monde à la voile en solitaire et sans escale, en 137 jours et 20 heures, sur un monocoque de douze mètres.
Il disparaît le 24 octobre 2016 à l'ouest d'Hawaï durant une tentative de battre le record de la traversée du Pacifique de San Francisco à Yokohama à bord du « Qingdao China » (ancien maxi-trimaran IDEC), son voilier de 30 mètres. Le 26 octobre 2016, le trimaran est retrouvé vide, dérivant au large d'Hawaï.